# Rio Ferdinand
Rio Gavin Ferdinand (sinh ngày 7 tháng 11 năm 1978 tại Peckham, Luân Đôn) là một cựu cầu thủ bóng đá Anh, anh có dòng máu pha trộn Saint Lucia, Dominica và Anglo-Ireland. Anh là một trung vệ có cảm giác bóng tốt và có thể chuyển các đường bóng từ cản phá qua tấn công, anh chơi bóng bổng tốt. Anh đã 81 lần khoác áo Đội tuyển bóng đá quốc gia Anh và đã được chọn vào các đội hình tiêu biểu của FIFA World Cup.

## Sự nghiệp

### Khởi đầu
Ferdinand này bắt đầu sự nghiệp cầu thủ của mình ở vị trí tiền đạo mũi nhọn. Sau đó anh chuyển xuống vị trí tiền vệ trung tâm khi chơi cho đội U-14 Eltham Town, anh đã lọt vào mắt xanh của một nhà tuyển trạch câu lạc bộ West Ham United. Anh chuyển đến đội trẻ của câu lạc bộ này khi mới là một cậu bé 14 tuổi. Năm 16 tuổi Ferdinand quyết định sẽ ở lại West Ham mặc dù Middlesbrough và Chelsea rất mong muốn có được anh.

### West Ham United
Trong khoảng thời gian 2 năm trong bản hợp đồng cùng West Ham United với tư cách là một cầu thủ tập sự ở vị trí trung vệ. Rio đã giúp đội trẻ West Ham United giành được chức vô địch giải trẻ vùng đông bắc nước Anh mùa giải 1995-1996 với một số điểm kỷ lục.
Sau đó Huấn luyện viên Harry Redknapp rất ấn tượng với sự tiến bộ của Rio và ông đã ký với anh một bản hợp đồng chuyên nghiệp khi anh mới ở độ tuổi 17. Ferdinand nếm trải mùi vị của giải đấu cao nhất nước Anh vào ngày 5/5/1996 khi anh được vào sân từ ghế dự bị trong trận đối đầu với Sheffield Wednesday trên sân Upton Park.
Vài mùa giải sau chứng kiến việc Harry Redknapp xây dựng đội bóng bằng cách cho các cầu thủ trẻ của mình ra đi đến với các câu lạc bộ khác để tích lũy kinh nghiệm dưới dạng cho mượn. Và Rio đã được gửi đến với câu lạc bộ hạng Hai Bournemouth. Hậu vệ trẻ này đã chơi 10 trận đấu tại giải hạng Hai từ 9/11/1996 đến ngày 11/1/1997. Sau đó anh trở lại West Ham United để chuẩn bị cho những bước tiến lớn sau này tại đội hình chính thức.
Trận ra mắt của lần trở lại là một kỉ niệm đáng nhớ đối với Rio. Tại trận đấu diễn ra vào ngày 25/1/1997 đó chứng kiến việc câu lạc bộ tí hon Wrexham gây shock khi hạ Knock-Out "The Hammers" tại Cúp FA bằng chiến thắng 1-0 ngay trên sân Upton Park. Ferdinand có trận đấu trọn vẹn 90 phút đầu tiên tại Giải bóng đá Ngoại hạng Anh vào ngày 1/1/1997 trong trận đấu mà West Ham thất thủ 2-1 trước Blackburn Rovers. Trong trận đấu đó Rio ghi bàn thắng đầu tiên của mình cho West Ham.
Rio đã thi đấu 152 trận cho West Ham và ghi được 2 bàn thắng. Sự tiến bộ của Rio đã khiến anh được so sánh với huyền thoại một thời của West Ham, Bobby Moore. Ferdinand được đánh giá là hậu vệ trẻ xuất sắc nhất nước Anh lúc bấy giờ, một cầu thủ " tao nhã " với lối chơi thông minh và hiệu quả.

### Leeds United
Anh đã được rất nhiều câu lạc bộ lớn để mắt tới, trong đó có Manchester United, Real Madrid và Barcelona. Nhưng không có một cái giá nào thuyết phục được Harry Redknapp để Rio rời sân Upton Park.
Cho đến khi huấn luyện viên của Leeds United David O'Leary quyết định một cuộc chơi mạo hiểm và gây shock với bóng đá thế giới khi mua Rio Ferdinand với cái giá kỉ lục của bóng đá Anh 18 triệu bảng vào ngày 26/11/2000. Một cái giá kỉ lục thế giới cho một hậu vệ còn rất trẻ như Ferdinand đã khiến không ít người tỏ vẻ hoài nghi. Tuy nhiên sau đó Rio đã giúp đội bóng chủ sân Elland Road vào đến bán kết Champions League ngay trong mùa giải đầu tiên của mình. Một chuỗi những màn trình diễn siêu hạng cho Leeds United đã chứng tỏ được đúng giá trị của anh đối với số tiền mà CLB này đã bỏ ra.
Mùa giải thứ hai của Rio với Leeds (2001-2002) có ít thành công hơn cho đội bóng nhưng Rio đã bắt đầu nâng cao được đẳng cấp của mình qua từng trận đấu. Anh bắt đầu có được vị trí chính thức trong đội tuyển Anh bên cạnh Sol Campbell khi mà thế hệ cũ đã dần dần từ giã đội tuyển. Với Leeds, khi Lucas Radebe bị chấn thương, anh đã được làm đội trưởng của đội bóng. 

### Manchester United
Vụ chuyển nhượng đến Manchester United thậm chí còn được nêu ra trước cả vòng chung kết World Cup - nơi mà Rio đã chứng tỏ anh là trung vệ xuất sắc nhất của giải đấu này. Giá trị chuyển nhượng của Rio tăng như tên lửa trong suốt thời gian diễn ra vòng chung kết World Cup 2002. Tuy nhiên điều đó không làm Huấn luyện viên Alex Ferguson và Manchester United nhụt chí, sau nhiều tuần kiên trì và chỉ vài ngày thương lượng. Manchester United đã ký một bản hợp đồng với Rio Ferdinand mới với một cái giá kỉ lục mới của bóng đá Anh lên đến 29 triệu bảng. United đã có một cầu thủ đẳng cấp thế giới khi mới ở tuổi 23 và còn một tương lai dài phía trước. Với cái giá đó, Rio Ferdinand cũng trở thành hậu vệ đắt giá nhất thế giới, vượt qua cái giá 22 triệu bảng mà Juventus đã trả cho Parma để có được Lilian Thuram.
Trong mùa giải đầu tiên cho Manchester United, Rio thi đấu chắc chắn trong phòng ngự nhưng cũng không phải là quá nổi bật. Anh đã bị chấn thương trong một trận giao hữu trước mùa giải với Boca Juniors. Điều đó đã trì hoãn sự ra mắt của Rio cho đến trận đấu đầu tiên với United khi gặp Zalaegerszeg trên sân Old Trafford trong khuôn khổ vòng bảng Champions League, trận đấu mà Manchester United đã giành chiến thắng thuyết phục 5-0. Anh cũng có trận đấu đầu tiên tại Giải ngoại hạng Anh vài ngày sau đó khi United bị Sunderland cầm hòa 1-1. Trong cả mùa giải này Rio đã chơi 46 trận cho Manchester United.
Anh luôn luôn có những áp lực với số tiền chuyển nhượng khủng khiếp của mình. Và một trong những vấn đề đó là anh chưa thể hòa nhập được cùng người đồng đội ở vị trí trung vệ để có thể tạo được một bộ đôi vững chắc.
Mùa giải 2003-2004 Rio bắt đầu chứng minh được giá trị đích thực của mình. Anh đã thể hiện những màn trình diễn tuyệt vời bên cạnh Mikael Silvestre. Manchester United đã có một bộ đôi vững chãi tại hàng phòng ngự và nhờ đó câu lạc bộ đã vươn lên dẫn đầu bảng xếp hạng trong kì Giáng Sinh. Tuy nhiên đến tháng 9 bóng mây đen lại bao trùm sân Old Trafford.
FA có một cuộc kiểm tra chất kích thích với các cầu thủ Manchester United tại khu tập luyện Carrington ngày 23/9, tuy nhiên Rio đã không thể kiểm tra được bởi lúc đó anh đã rời khu tập luyện Carrington để đi mua sắm tại trung tâm thành phố Manchester. Khi phát hiện ra sai lầm của mình, Rio đã ngay lập tức liên hệ với câu lạc bộ đã thực hiện cuộc kiểm tra. Tuy nhiên, đã quá muộn, khi Rio liên hệ với câu lạc bộ thì các chuyên gia xét nghiệm đã rời khu tập luyện. Rio đã cung cấp mẫu nước tiểu của mình hai ngày sau đó nhưng kết quả không được chấp nhận.
Anh đã bị treo giò 8 tháng bắt đầu từ ngày 20 tháng 1. Điều đó đồng nghĩa với việc anh sẽ nghỉ hầu hết cả mùa giải và bỏ lỡ Euro 2004. United đã cố gắng kháng án nhưng không thành công. Chỉ một phút lơ đãng đó đã kéo theo cả chuỗi trận không thành công của CLB. Hàng phòng ngự United khi thiếu Rio từ cuối tháng một đến giữa tháng ba đã lĩnh rất nhiều bàn thắng và mất rất nhiều điểm với chỉ một trận không để thủng lưới trong số 11 trận (gặp CLB Northampton Town).
Anh trở lại trong trận đấu với Liverpool vào ngày 20 tháng 9 và anh trở thành cầu thủ thi đấu thường xuyên cho đến kết thúc mùa giải, chỉ bỏ lỡ 7 trận đấu tại Giải bóng đá Ngoại hạng Anh và đã có một sự trở lại ấn tượng.
Vào cuối tháng 4, một cuộc thương lượng cho bản hợp đồng mới với United đã gây ra sự tức giận với rất nhiều người về lòng chung thủy của Rio khi anh đòi mức lương 120.000 bảng/1 tuần. Thậm chí anh còn có cuộc gặp gỡ người đại diện Pini Zahavi và giám đốc điều hành Peter Kenyon của Chelsea. Là hậu vệ đắt giá nhất thế giới và đã được hưởng nhiều đặc ân của United. Huấn luyện viên Alex Ferguson coi anh là một phần quan trọng trong những kế hoạch của mình. Tất nhiên các cổ động viên của đội bóng chủ sân Old Trafford vẫn còn mong chờ nhiều đóng góp hơn nữa của Rio cho Quỷ Đỏ.
Ngày 12 tháng 5 năm 2014, anh chính thức chia tay Manchester United vì  không được Man Utd đề nghị gia hạn hợp đồng.

## Sự nghiệp quốc tế
Ferdinand có trận đấu đầu tiên cho đội tuyển Anh vào tháng 11 /1997 trên sân Wembley khi gặp đội tuyển Cameroon và ngày càng củng cố được vị trí của mình tại đội tuyển Anh (mặc dù Kevin Keegan không chọn anh trong đội hình đội tuyển Anh thất bại thảm hại tại Euro 2000)

### Bàn thắng cấp đội tuyển
| # | Thời gian            | Địa điểm                                | Đối thủ    | Bàn thắng | Kết quả | Giải đấu                 |
| - | -------------------- | --------------------------------------- | ---------- | --------- | ------- | ------------------------ |
| 1 | 15 tháng 6 năm 2002  | Sân vận động Niigata, Niigata, Nhật Bản | Đan Mạch   | 1–0       | 3–0     | World Cup 2002           |
| 2 | 12 tháng 9 năm 2007  | Sân vận động Wembley, London, Anh       | Nga        | 3–0       | 3–0     | Vòng loại Euro 2008      |
| 3 | 11 tháng 10 năm 2008 | Sân vận động Wembley, London, Anh       | Kazakhstan | 1–0       | 5–1     | Vòng loại World Cup 2010 |

## Cuộc sống cá nhân
Rio Ferdinand là em họ của cựu cầu thủ của Tottenham và Newcastle United, Les Ferdinand. Ferdinand là fan của Liverpool khi còn là một cậu bé, John Barnes là cầu thủ yêu thích của anh. Anh là anh trai của Anton Ferdinand.

## Thống kê sự nghiệp

### Câu lạc bộ
| Câu lạc bộ             | Mùa giải       | Giải | Giải | Cúp  | Cúp | Cúp liên đoàn | Cúp liên đoàn | Châu Âu | Châu Âu | Khác | Khác | Tổng cộng | Tổng cộng |
| Câu lạc bộ             | Mùa giải       | Trận | Bàn  | Trận | Bàn | Trận          | Bàn           | Trận    | Bàn     | Trận | Bàn  | Trận      | Bàn       |
| ---------------------- | -------------- | ---- | ---- | ---- | --- | ------------- | ------------- | ------- | ------- | ---- | ---- | --------- | --------- |
| West Ham United        | 1995–96        | 1    | 0    | 0    | 0   | 0             | 0             | 0       | 0       | 0    | 0    | 1         | 0         |
| West Ham United        | 1996–97        | 15   | 2    | 1    | 0   | 1             | 0             | 0       | 0       | 0    | 0    | 17        | 2         |
| Bournemouth (cho mượn) | 1996–97        | 10   | 0    | 0    | 0   | 0             | 0             | 0       | 0       | 1    | 0    | 11        | 0         |
| West Ham United        | 1997–98        | 35   | 0    | 6    | 0   | 5             | 0             | 0       | 0       | 0    | 0    | 46        | 0         |
| West Ham United        | 1998–99        | 31   | 0    | 1    | 0   | 1             | 0             | 0       | 0       | 0    | 0    | 33        | 0         |
| West Ham United        | 1999–2000      | 33   | 0    | 1    | 0   | 3             | 0             | 3       | 0       | 6    | 0    | 46        | 0         |
| West Ham United        | 2000–01        | 12   | 0    | 0    | 0   | 2             | 0             | 0       | 0       | 0    | 0    | 14        | 0         |
| West Ham United        | Tổng cộng      | 137  | 2    | 9    | 0   | 12            | 0             | 3       | 0       | 7    | 0    | 168       | 2         |
| Leeds United           | 2000–01        | 23   | 2    | 2    | 0   | 0             | 0             | 7       | 1       | 0    | 0    | 32        | 3         |
| Leeds United           | 2001–02        | 31   | 0    | 1    | 0   | 2             | 0             | 7       | 0       | 0    | 0    | 41        | 0         |
| Leeds United           | Tổng cộng      | 54   | 2    | 3    | 0   | 2             | 0             | 14      | 1       | 0    | 0    | 73        | 3         |
| Manchester United      | 2002–03        | 28   | 0    | 3    | 0   | 4             | 0             | 11      | 0       | 0    | 0    | 46        | 0         |
| Manchester United      | 2003–04        | 20   | 0    | 0    | 0   | 0             | 0             | 6       | 0       | 1    | 0    | 27        | 0         |
| Manchester United      | 2004–05        | 31   | 0    | 5    | 0   | 1             | 0             | 5       | 0       | 0    | 0    | 42        | 0         |
| Manchester United      | 2005–06        | 37   | 3    | 2    | 0   | 5             | 0             | 8       | 0       | 0    | 0    | 52        | 3         |
| Manchester United      | 2006–07        | 33   | 1    | 7    | 0   | 0             | 0             | 9       | 0       | 0    | 0    | 49        | 1         |
| Manchester United      | 2007–08        | 35   | 2    | 4    | 0   | 0             | 0             | 11      | 1       | 1    | 0    | 51        | 3         |
| Manchester United      | 2008–09        | 24   | 0    | 3    | 0   | 1             | 0             | 11      | 0       | 4    | 0    | 43        | 0         |
| Manchester United      | 2009–10        | 13   | 0    | 0    | 0   | 1             | 0             | 6       | 0       | 1    | 0    | 21        | 0         |
| Manchester United      | 2010–11        | 19   | 0    | 2    | 0   | 1             | 0             | 7       | 0       | 0    | 0    | 29        | 0         |
| Manchester United      | 2011–12        | 30   | 0    | 1    | 0   | 0             | 0             | 6       | 0       | 1    | 0    | 38        | 0         |
| Manchester United      | 2012–13        | 28   | 1    | 2    | 0   | 0             | 0             | 4       | 0       | 0    | 0    | 34        | 1         |
| Manchester United      | 2013–14        | 14   | 0    | 1    | 0   | 1             | 0             | 7       | 0       | 0    | 0    | 23        | 0         |
| Manchester United      | Tổng cộng      | 312  | 7    | 24   | 0   | 13            | 0             | 70      | 1       | 7    | 0    | 455       | 8         |
| Tổng Sự nghiệp         | Tổng Sự nghiệp | 423  | 10   | 43   | 0   | 29            | 0             | 108     | 2       | 15   | 0    | 588       | 13        |

Số liệu thống kê chính xác tới ngày 28 tháng 12 năm 2010

## Danh hiệu

### Câu lạc bộ

#### West Ham United
- UEFA Intertoto Cup (1): 1999

#### Manchester United
- Premier League (6): 2002–03, 2006–07, 2007–08, 2008–09, 2010–11, 2012–13
- FA Cup (1): 2003–04
- EFL Cup (3): 2005–06, 2008–09, 2009–10
- FA Community Shield (5): 2003, 2007, 2008, 2010, 2011
- UEFA Champions League (1): 2007–08
- FIFA Club World Cup (1): 2008

### Cá nhân
- PFA Premier League Team of the Year (6): 2001–02 (Leeds), 2004–05, 2006–07, 2007–08, 2008–09, 2012–2013 (Manchester United)
- Premier League Player of the Month (1): tháng 10 năm 2001
- ESM Team of the Year (1): 2007–08
- FIFPro World XI (1): 2008